# Großer Wannsee
Großer Wannsee (pl. jezioro Więzno) – jezioro, stanowiące zatokę rozlewiska Haweli w dzielnicy Berlina Wannsee. Jego powierzchnia wynosi 2,7 km² a maksymalna głębokość 9 metrów.